# فيسنتي فيريرا دا سيلفا
فيسنتي فيريرا دا سيلفا (بالبرتغالية: Vicente Ferreira da Silva‏) هو رياضياتي وفيلسوف وصحفي برازيلي، ولد في 10 يناير 1916، وتوفي في 19 يوليو 1963 بسبب حادث مرور.